# Ludwig Pallat
Ludwig Pallat (* 3. Dezember 1867 in Ober-Ingelheim am Rhein; † 22. November 1946 in Göttingen) war ein deutscher Archäologe, Pädagoge und Ministerialbeamter.

## Leben
Ludwig Pallat begann nach dem Abitur in Wiesbaden 1886 das Studium der Klassischen Philologie und der Klassischen Archäologie an den Universitäten München, Leipzig und Berlin, wo er 1891 bei Hermann Diels promoviert wurde und im Jahr darauf das Staatsexamen für das höhere Lehramt ablegte. Von 1892 bis 1895 war er, bis 1894 als Reisestipendiat des Deutschen Archäologischen Instituts, zu einem Studienaufenthalt in Griechenland und Italien. Ab 1895 leitete er zunächst kommissarisch als Konservator, ab 1897 als Vorsteher das Museum Nassauischer Altertümer in Wiesbaden.
1898 wurde Pallat in das  Preußische Kultusministerium berufen, zunächst als wissenschaftlicher Mitarbeiter für die Reform des Kunstunterrichts. 1899 erhielt er den Professorentitel, 1908 wurde er zum Geheimen Regierungsrat, drei Jahre später zum Oberregierungsrat befördert. Ab 1915 war er (formal nur nebenamtlich) erster Leiter des Zentralinstituts für Erziehung und Unterricht in Berlin, das sich in der Weimarer Republik zur zentralen pädagogischen Auskunfts- und Arbeitsstelle in Deutschland entwickelte. Von 1928 bis 1932 war Pallat zudem Kurator der Universität Halle-Wittenberg. Nach der nationalsozialistischen Machtergreifung ließ er sich beurlauben und hielt sich von Herbst 1933 bis Frühjahr 1934 zu archäologischen Forschungen in Griechenland auf, übernahm dann aber wieder die nominelle Leitung des Zentralinstituts bis 1938.
Pallat war der Schwager und Freund des Dichters Otto Erich Hartleben (1864–1905), der als „Anstandswauwau“, in der Sprache der Zeit „Elefant“, Pallat und dessen spätere Ehefrau, Hartlebens Schwester Annemarie (1875–1972), auf einer Italienreise begleitete. Dem Schwager zu Ehren benannten sie die Straße ihres Wohnhauses in Wannsee „Otto-Erich-Straße“. In dem von Hartleben herausgegebenen Logau-Büchlein (1904) befinden sich zwei Vierzeiler, die von Ludwig Pallat stammen: Monotonie, erst betitelt An Elsam, und An einen teutschen Dichter. Sie sind von dem Herausgeber „eingeschmuggelt“ worden. 1939 übersiedelte Pallat nach Göttingen, wo er seine letzten Lebensjahre verbrachte. 1938 wurde er zum korrespondierenden Mitglied der Göttinger Akademie der Wissenschaften gewählt.
Pallats Tochter Rosemarie (1904–2002) heiratete 1933 den Pädagogen und späteren Widerstandskämpfer Adolf Reichwein, der Sohn Peter Pallat (1901–1992) reüssierte als Spieleerfinder und Architekt.

## Leistungen
Pallat, der seinen ursprünglichen Wunschberuf Kunstmaler aus familiären Gründen nicht ergreifen konnte, beschäftigte sich als Klassischer Archäologe u. a. mit dem Erechtheion auf der Athener Akropolis. Als Wiesbadener Museumsdirektor war er zugleich Streckenkommissar der Reichs-Limeskommission und leitete Ausgrabungen im Kastell Holzhausen. Zusammen mit Emil Ritterling verfasste er in dieser Zeit eine bis heute grundlegende Arbeit zum römischen Wiesbaden. Postum veröffentlicht wurde eine Biographie, die er über den Berliner Museumsdirektor Richard Schöne geschrieben hatte. Er war korrespondierendes Mitglied des Deutschen Archäologischen Instituts.
Im Preußischen Kultusministerium beschäftigte sich Pallat vor allem mit der Reform des schulischen Zeichenunterrichts, wobei er auf die zeitgenössische Kunsterziehungsbewegung zurückgriff und unter anderem die Gleichstellung der Kunstlehrer mit den Lehrern anderer Fächer erreichte. Als Leiter des Zentralinstituts für Erziehung und Unterricht hatte Pallat eine Schlüsselstellung im deutschen Bildungswesen inne und förderte zahlreiche reformpädagogische Vorhaben.

## Schriften (Auswahl)
- De fabula Ariadnaea. Berlin 1891 (Digitalisat) (= Dissertation).
- mit Herman Nohl (Hrsg.): Handbuch der Pädagogik. 5 Bände und Ergänzungsband. Beltz, Langensalza, 1928–1933 (online).
- Der Fries der Nordhalle des Erechtheion. In: Jahrbuch des Archäologischen Instituts des Deutschen Reiches 50, 1935, S. 79–136.
- Richard Schöne, Generaldirektor der Königlichen Museen zu Berlin. Ein Beitrag zur Geschichte der preussischen Kunstverwaltung 1872–1905. de Gruyter, Berlin 1959.